# Грб Хрватске
Грб Хрватске је званични хералдички симбол Републике Хрватске.
Грб се темељи на историјској хрватској шаховници 5х5 црвено-белих поља, од чега је прво почетно (горње-лево) обавезно црвене боје. Шаховница се налази на германском штиту и обрубљена је танком црвеном линијом. Грб је крунисан хералдичком грбовном круном у благом луку, од пет мањих штитова („шиљака”) инверзно окренутих у којима су представљени историјски грбови једног покрета и четири грба историјских провинција које данас припадају Републици Хрватској.
Грб се налази и на застави Хрватске и садржи све боје као и застава.

## Грбовна круна
У грбовној круни се налази грбовна комбинација пет мањих штитова са историјским грбовима четири провинције које данас улазе у састав Републике Хрватске, те једног покрета.
Реч је о Илирском покрету чијим деловањем је дошло до сједињавања територија које данас чине Републику Хрватску. Осим имена, овај покрет је преузео и илирску хералдику, а која је настала као плагијат Петра Педра Охмућевића и односила се хералдичку комбинацију грба Српског царства из времена цара Душана. Илирски грб се на простору Балкана најпре јавља за време Римског царства., а постаје популаран и међу другим Словенима. Са падом Хрвата под Угаре, грб се јавља и у хрватским градовима. Данас међу званичним круговима Хрватске влада мишљење да је ово „најстарији хрватски грб”.
Други грб у грбовној круни је алтернативни грб некадашње Дубровачке републике. Засигурно се зна да је Дубровачка република скоро цело време свог постојања користила хералдичку комбинацију састављену од 8 хоризонталних пруга, наизменично црвено-бело, али овај грб је настао за време док је Дубровник признавао угарску власт, а истицао ју је и као вазал Венеције или Царске Србије. Из овог разлога аутори модерног хрватског грба су желели пронаћи неки алтернативни грб Дубровника и пронашли су комбинацију за коју верују да је много старија од оне која је прославила Републику. Међутим, данас ова верзија грба трпи критике да превише подсећа да заставу Краљевине Србије из тог времена.
Трећи грб у круни је историјски грб Далмације: три златне главе лава са златном круном на свакој, на плавој подлози. Нека хералдичка истраживања настанак овог грба везују такође за илирску хералдику, иако постоје покушаји да се и за овај грб пронађе извор старији од илирске хералдике. Грб Далмације приказан с три окруњене сребрне лавље главе с исплаженим плавим језицима налази се у тисканом издању Хронике Сабора у констанци Улриха Рихентала из 1483. године.
Четврти грб је традиционални грб Истре: златни јарац на плавом пољу. Грб се темељи на једном од историјских грбова Истре из 19. века. Шаблон за ликовно решење грба преузет је из књиге „Stadte-Wapen von Österreich“ аустријског хералдичара К. Линда из 1885. године.
Пети, крајње десни грб, је историјски грб Славоније: на плавом пољу две попречне беле (сребрне) греде, а између греда је црвено поље на коме је приказ куне у ходу налево. У горњем плавом пољу је жута (златна) шестокрака звезда (илирска звезда). Краљ Владислав II Јагеловић (1490.-1516) је уделио грбовницу Краљевини Славонији 8. децембра 1496. године у Будиму којем је реченој краљевини потврдио грб с приказом куне између две реке украшен звездом на врху. Та се грбовница чува у Хрватском државном архиву.

## Галерија
- Историјски грб
Илиризма
- Алтернативни грб
 Дубровачке републике
- Историјски грб
 Далмације
- Историјски грб
 Истре
- Историјски грб
 Славоније